# Бисаги

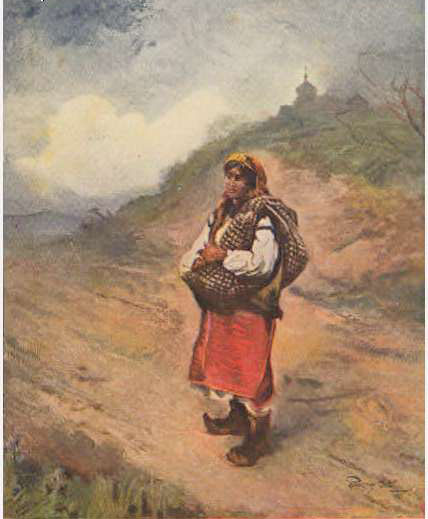
Жінка з бисагами, малюнок С. Обста

Бисаги (бесаги) — сакви, подвійна торба, яка складається з двох бисажок. Походить з лат. bisaccium — перекидна торба. Дуже зручний засіб для перенесення різних невеликих за вагою, а іноді й до 50 кг вантажів: продуктів харчування, різних дрібних речей, одягу тощо.

## Форма і зовнішній вигляд
Складається з поперечного розрізу і шнуркової затяжки, завдовжки до 1,5 м і завширшки до 0,54 м. Завдають собі на плечі і несуть, або кладуть на коня перед сідлом. За композиційним рішенням орнаменту складають окрему групу тканин, так звана «бесагова тканина». Відмінності у виборі орнаменту зумовлені призначенням, різним способом ношення, видом матеріалів та інше, але має вигляд великої клітини.
Тчуть з грубої конопляної або вовняної пряжі.
Кольорова гама бисагової клітини позначена місцевими традиціями в ткацтві, на Коломийщині — це чорно-білі барви.

## Застосування
На Великдень ішли святити паску в нових бесагах — з жовтими пружками, тобто, були бисаги на щодень і на свята, весілля.
Виготовляли в підгірських і гірських селах Коломийщини і там досить довго були в ужитку. Особливо довго затрималися в селі Великому Ключеві, де тамтешні люди, здебільшого жінки, носили в бесагах до Коломиї молочні вироби і за що їм і досі прозиваються «бисажіниками».
Давніше бисаги використовували не лише для перенесення краму на коломийські ярмарки й на ринок, але й носили в бисагах па далекі віддалі їсти косарям, святити паски на Великдень. У весільному ході староста йшов з бисагою попереду молодих, а молодий з дружбами, скликаючи гостей на весілля, везли на конях бисаги, наповнені калачами й горілкою. У наш час ще зберігаються у весільних звичаях в гуцульських селах Коломийщини, ходять з ними до Коломиї й поодинокі жінки.
У діалекті вживається слово «бисажитисі», тобто з натугою, тяжко вмощуватися кудись.
Зразки бисаг зберігаються в Коломийському музеї.
1992 відомий гуморист Микола Савчук з Коломиї їздив з бисагою на перший Всеукраїнський фестиваль гумору та сатири до міста Києва.

## Географія
У Великому Ключеві є урочище під назвою Бисаги.